# Прометей (Поэма огня)
«Прометей (Поэма огня)» Op. 60 — музыкальная поэма (продолжительность 20—24 мин.) Александра Скрябина для фортепиано, оркестра (включая орган), голосов (хора ad libitum) и партии света Luce (итал. tastiera per luce).
В «Прометее» утверждается новая ладогармоническая система, в которой опорным аккордом, устоем и центральным элементом становится диссонирующее начальное созвучие (Холопов Ю). Аккорд позднее назвали «прометеевским».

## О симфонической поэме «Прометей»
«Прометей» («Поэма огня») — не античный миф о герое Прометее. Скрябинская поэма не имеет программы — программа «Симфонии света» — абстрактно-философского содержания, а оригинальная авторская программа вообще отсутствует.
Произведение сочинялось в 1908—1910 гг. и было впервые исполнено 2 (15) марта 1911 года в Москве оркестром под управлением Сергея Кусевицкого. Премьера прошла без световой партии, поскольку аппарат не подходил для исполнения в большом зале.
О замысле «Поэмы огня» конкретных документальных данных сохранилось немного. Существует информация, что в «Поэме экстаза» Скрябин намеревался использовать идею «световой симфонии». В письме к М. Морозовой от 4.09.1907 г. говорится, что М. Альтшулер (дирижер Русского симфонического оркестра в Нью-Йорке) хочет поставить «Поэму экстаза» и применить в первый раз световые эффекты. Существуют свидетельства, что в 1907 году Скрябин разговаривал со своими современниками о намерении включить в «Мистерию», наряду с синтезом музыки и хореографии, и «гамму световых эффектов».
Замысел «Прометея» имеет много общего с идеей «Мистерии». В символическом виде в «Прометее» отразились ключевые вехи концепции «Мистерии». В соответствии с объемностью и многоплановостью замысла сочинения — необычен состав исполнителей: большой состав симфонического оркестра, фортепиано, орган, хор и цветовая клавиатура, сопровождающая музыкальное развитие сменой цветовых волн, освещающих зал

## Партия света «Luce»
Это было видение поющих падающих лун. Музыкальных звездностей, арабесок, иероглифов и камней, изваянных из звука. Движение огня. Порывы Солнца… сочетание света именно с музыкой Скрябина неизбежно, ибо вся его музыка световая…— К. Бальмонт
Как пишет Асафьев: «Скрябин мыслил параллельными цветомузыкальными образами», «К пламени», «Гирлянды», «Темное пламя» — предвестники музыки с реальным светом. В «Прометее» Скрябин решается на «визуализацию» собственных цвето-тональных представлений, и как воплощение этого, им была придумана так называемая «световая строка».
В 1907 году для Скрябина проблема световых эффектов уже существовала. В «Поэме экстаза» справа от нотных линеек, на которых были эскизы её будущих тем и гармоний, Скрябин написал: б/ж/кр/зел/черн… Но что конкретно означают эти записи из-за неполноты сведений неизвестно.
Световая строка Luce содержит условные обозначения цветов, записанные обычными нотами. Но эти цвета могли быть обозначены и другими символами (например, цифрами, как у Гидони, или другими знаками). В партитуре «Прометея» Luce записана обычными нотами в двухголосии (исключение составляют такты с 305 по 308, то есть цифры 29-30 партитуры), изложена в пределах одной октавы — от фа# 1 октавы до фа# второй.
Luce — является индикатором тональности. Так как на протяжении всего произведения (исключение составляют 12 тактов и 606) эта нотная запись совпадает с основными тонами звучащей гармонии (каждая из которых трактуется композитором как новая тональность). Скрябин обладал цвето-тональным слухом. Именно цветовая визуализация тонального плана лежит в основе замысла «Прометей». Скрябин вносит в Luce основные тоны гармонии в качестве «опознавательного знака» этих гармоний, чтобы исключить возможность в разночтениях классификации и звучащих аккордов.

## Форма симфонической поэмы «Прометей»
«Прометей» — одночастное симфоническое произведение, в котором объединены признаки симфонической поэмы, фортепианного концерта, кантаты.
По поводу границ разделов существует несколько мнений:
Анализ структуры «Прометея», сделанный Ю. Рагсом и Е. Назайкинским:
| Раздел формы | Такты   |
| ------------ | ------- |
| Вступление   | 1—26    |
| Экспозиция   | 27—183  |
| Разработка   | 184—370 |
| Реприза      | 371—511 |
| Кода         | 512     |

В. Ю. Дельсон считает началом разработки 240 такт (цифра 9 партитуры).
Сам Скрябин считал началом экспозиции не тему Разума (цифра 1 партитуры), а тему Движения (цифра 3 партитуры). Этого же мнения придерживается С. Павчинский. Сам Скрябин считал, что побочная партия начинается не в цифре 7 партитуры (это для Скрябина заключительный раздел хода), а цифру 9 партитуры.

## Об исполнении «Прометея»
Со световой партией «Прометей» впервые был исполнен 20 марта 1915 года в нью-йоркском Карнеги-Холле Оркестром Русского симфонического общества под управлением Модеста Альтшулера. Для этой премьеры Альтшулер заказал инженеру Престону Миллару новый световой инструмент, которому изобретатель дал название «хромола» (англ. chromola); исполнение световой партии вызвало многочисленные проблемы и было холодно встречено критикой. По сообщениям тогдашней прессы, публичной премьере предшествовало приватное исполнение 10 февраля в узком кругу избранных ценителей, среди которых были Анна Павлова, Айседора Дункан и Миша Эльман.
В 60-70-е гг. к исполнению произведения Скрябина со световой партией вновь возник интерес.
В 1962 г., по сообщению режиссёра Булата Галеева, полная версия «Прометея» была исполнена в Казани,
а в 1965 г. на музыку Скрябина был снят светомузыкальный фильм. 

В 1972 году исполнение поэмы Государственным академическим симфоническим оркестром СССР под управлением Е. Светланова было записано на фирме «Мелодия». 

4 мая 1972 года в лондонском Альберт-холле «Прометей» был исполнен, со световой партией, Лондонским симфоническим оркестром под управлением Элиакума Шапиры. 

24 сентября 1975 года Симфонический оркестр Университета Айовы под управлением Джеймса Диксона впервые исполнил поэму в сопровождении лазерного шоу, установка для которого была сконструирована Лоуэллом Кроссом (этот концерт был заснят и смонтирован в виде документального фильма, а в 2005 году перевыпущен на DVD).
Среди наиболее заметных записей «Прометея» — исполнения Берлинского филармонического оркестра под управлением Клаудио Аббадо (партия фортепиано Марта Аргерих), Чикагского симфонического оркестра (под управлением Пьера Булеза, солист Анатолий Угорский), Филадельфийского оркестра (под управлением Рикардо Мути, солист Дмитрий Алексеев), Лондонского филармонического оркестра (под управлением Лорина Маазеля, солист Владимир Ашкенази).

Миф Скрябина вылился в величественную космогонию, полностью выраженную «Прометеем»
— А. Альшванг